# Tropea
Tropea je městečko u pobřeží Tyrhénského moře v jihoitalské provincii Vibo Valentia (Kalábrie). K 31. 12. 2015 bylo v Tropee registrováno 6441 obyvatel.

## Historie
Dle legendy bylo město založeno Héraklem (it. Ercole), když se vracel od dnešního Gibraltaru, kde byl pro zlatá jablka Hesperidek. Reálně však „Město na skále“ bylo osídlováno od roku 1000 př. n. l. V době Římanů zde Sextus Pompeius porazil Caesara Octaviana. V 8. století n. l. zde bylo zřízeno biskupství, avšak větší rozmach začíná až v 16. a 17. století. Město bylo obehnáno hradbami až do konce 19. století. V oblasti se nachází mnoho řeckých a římských ruin.

## Památky
Historické centrum města nabízí možnost návštěvy několika zajímavých památek, převážně tedy středověké kostely, majestátní vily či měšťanské domy.
- Duomo – románská katedrála z 11. století, pýcha města.
- Chiesa del Jesu – Jezuitský kostel, jeden z nejstarších kostelů ve městě.
- Chiesa di Santa Maria dell´Isola – kostel Svaté Marie, který se nachází na skalnatém útesu u moře.
- Chiesa di San Francesco d'Assisi – kostel Svatého Františka z Assisi z roku 1295
- Chiesa del San Francesco di Paola – kostel Svatého Františka z Paoly, byl založen v 16. století.
- Capella dei Nobili - Kaple, místo setkání členů Bratrstva šlechticů

## Místní život
Obyvatelé Tropei (Trupiani) mají vlastní dialekt, kterému je velmi těžké porozumět. Kolem osmé ráno jsou ulice téměř prázdné a obchody zavřené. Dopoledne už se otevírají první kavárny i obchody a ulice i pláže se plní turisty. K obědu se každý vrací domů a potom nastává siesta. Mnoho lidí tráví volno na pláži, zpět se vrací kolem šesté až sedmé, ale od pěti hodin chodí též mnoho Italů do barů na tzv. Aperitivo. Večeří se později mezi osmou až devátou hodinou. Poté se jde ven a chodí se do barů nebo po hlavní třídě (corso). Město utichá až v brzkých ranních hodinách, kdy odejde poslední zákazník a bar se může zavřít. Během léta je místní život opravdu rušný, v zimě naopak je město tiché a prázdné.
Život ve městě však má též i svou odvrácenou stranu - nevyhnulo se mu působení nejmocnější italské zločinecké organizace, kalábrijské 'Ndranghety. Kvůli průniku struktur organizovaného zločinu do orgánů města bylo v polovině srpna roku 2016 italským ministerstvem vnitra rozpuštěno v Tropee městské zastupitelstvo a do úřadu starosty byl dosazen zvláštní komisař.

## Cestovní ruch
Cestovní ruch, který probíhá od začátku června až do konce září, je jeden z nejdůležitějších hospodářských sektorů. V posledních letech zde bylo vystaveno mnoho turistických zařízení. Další „villagia“ neboli luxusní hotely u moře se nacházejí i v okolí.

### Tropea

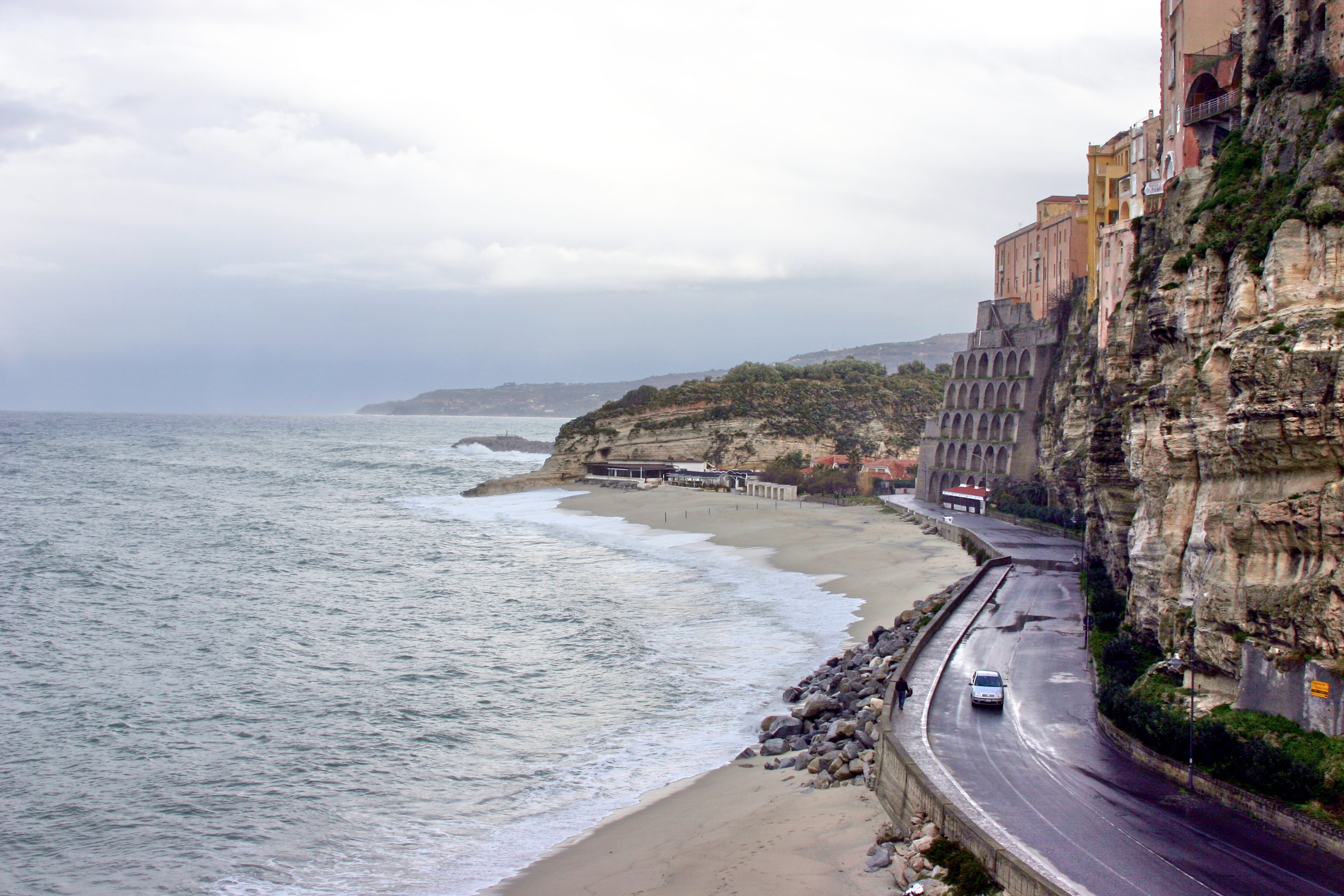
Pobřeží a pláže v Tropee

Tropea nabízí téměř 4 kilometry bílých a písčitých pláží. Zajímavé jsou také uzavřené jeskyně („Grotta azzura“) a úzké zátoky. Ve městě se pak nachází mnoho nočních podniků, barů, restaurací. Některé mají otevřenou až do brzkých ranních hodin. V obchodech se suvenýry je možné si zakoupit mnoho symbolů Tropei, např. různé předměty s výjevem kostela dell´Isola nebo přívěsky s červenou Chili papričkou „peperoncino“.
Další produkty jsou např.:
- La ´nduja – velmi ostrý salám z vepřového masa.
- La cipolla rossa di Tropea – místní červená a velmi chutná cibule
- Vecchio Amaro del Capo – bylinkový likér, který se po celou dobu uchovává při velmi nízké teplotě
- Il pecorino di Monte Poro – nejoblíbenější ovčí sýr

Z Tropei můžete též plout lodí až na Liparské ostrovy a k sopce Stromboli. Tropea je nejen turistické město, ale i kulturní. Ročně se zde koná hudebních festivalů a nechybí ani různé gastronomické, církevní a jiné slavnosti města.

### Capo Vaticano

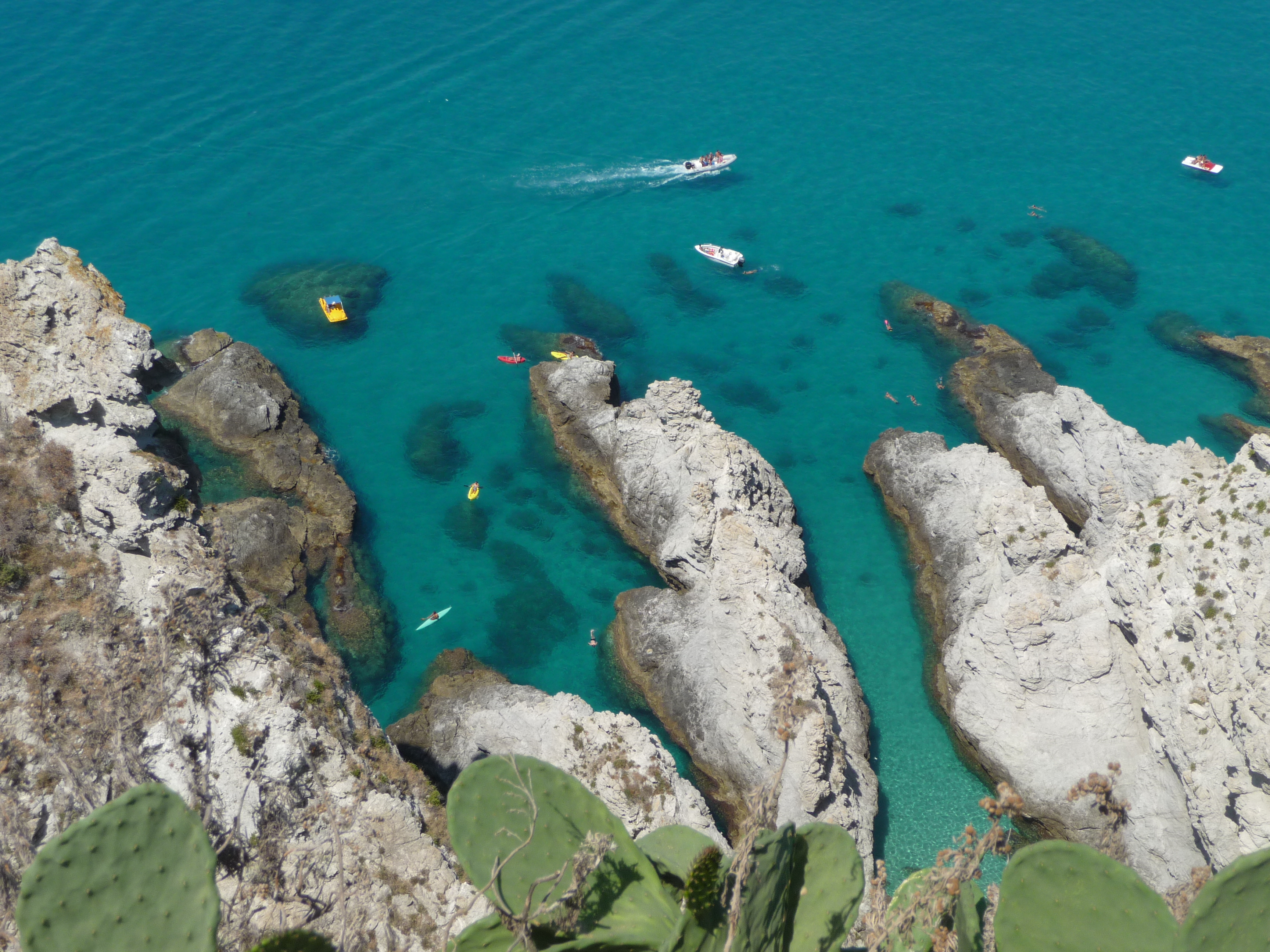
Pobřežní skaliska u Capo Vaticano

Oblast ležící 8 km od Tropey je plná turistických zařízení (hotely, campy, restaurace). Vyhlídka s majákem patří mezi nejnavštěvovanější místa. Je možné odtud vidět na sopku Stromboli.

### Pizzo
Město na severu nabízí mnoho historických i turistických zážitků. Nejznámější památka se nazývá pevnost Murat, která historicky souvisí s Neapolskými válkami. Město se dále pyšní svou jedinečnou zmrzlinou Tartufo.

### Vibo Valentia
Správní město (Capoluogo) této provincie je navštěvováno nejen k účelu nákupu, ale nabízí též mnoho historických objektů (muzea, kostely, paláce).

## Zajímavosti
- Město můžete vidět ve videoklipu Mama od skupiny Il Divo. Oficiální videoklip
- Tropea je držitelem ceny ekologické organizace Legambiente a patří mezi nejlépe hodnocené oblasti.
- Podle internetové verze Sundey Times patří pláž v Tropei mezi 20 nejlepších v Evropě.